# Eurynecroscia
Eurynecroscia is een geslacht van Phasmatodea uit de familie Diapheromeridae. De wetenschappelijke naam van dit geslacht is voor het eerst geldig gepubliceerd in 1910 door Dohrn.

## Soorten
Het geslacht Eurynecroscia  is monotypisch en omvat slechts de volgende soort:
- Eurynecroscia nigrofasciata (Redtenbacher, 1908)